# Nigel Lloyd
Nigel Lloyd (13 settembre 1961) è un ex cestista, allenatore di pallacanestro e dirigente sportivo barbadiano con cittadinanza britannica.

## Carriera
Con Barbados ha disputato i Campionati americani del 1995.